# Ayn al-Sharqiyah
Ayn al-Sharqiyah (tiếng Ả Rập: عين الشرقية, cũng đánh vần Ain esh-Sharqiye) là một thị trấn ở phía tây bắc Syria, một phần hành chính của quận Jableh thuộc tỉnh Latakia, nằm ở phía đông nam Latakia. Các địa phương lân cận bao gồm Siyano ở phía tây bắc, Zama ở phía bắc, Ayn al-Kurum ở phía đông bắc, Beit Yashout ở phía đông, Nahr al-Bared ở phía đông nam, Daliyah ở phía nam, Dweir Baabda, Baniyas và Arab al-Mulk Tây Nam. Theo Cục Thống kê Trung ương Syria, Ayn al-Sharqiyah có dân số 2.359 trong cuộc điều tra dân số năm 2004. Đây là trung tâm hành chính của một nahiyah ("tiểu khu") có 22 địa phương có dân số tập thể là 16.800 vào năm 2004. Cư dân của nó chủ yếu là Alawites.